# Tomáš Bulík
Tomáš Bulík (* 27. August 1985 in der Tschechoslowakei) ist ein slowakischer Eishockeyspieler, der seit September 2012 beim HC Dukla Trenčín in der slowakischen Extraliga unter Vertrag steht.    

## Karriere
Tomáš Bulík begann seine Karriere als Eishockeyspieler in der Nachwuchsabteilung des HK VTJ Prešov, in der er bis 2000 aktiv war. Von 2002 bis 2005 stand der Center beim HC Košice aus der Extraliga unter Vertrag. Im Laufe der Saison 2005/06 schloss er sich dem MHC Martin an, für den er in 24 Spielen acht Scorerpunkte erzielen konnte. Zudem absolvierte er zehn Partien für seinen Ex-Club aus Prešov in der zweitklassigen 1. Liga. 
Zur Saison 2006/07 wurde Bulík vom amtierenden slowakischen Meister MsHK Žilina unter Vertrag genommen. Für diesen stand er in beiden Spielen des IIHF European Champions Cup auf dem Eis. Von 2007 bis 2010 trat der Linksschütze mit dem MHk 32 Liptovský Mikuláš und dem HC 05 Banská Bystrica in der Extraliga an. Für die Saison 2010/11 wurde der Slowake im Mai 2010 vom neu gegründeten HK Budiwelnik Kiew aus der Kontinentalen Hockey-Liga verpflichtet. Da dieser den Spielbetrieb nicht aufnahm, wurde sein Vertrag ungültig und Bulík wechselte zum HK Jugra Chanty-Mansijsk. Nach sieben Spielen für Jugra verließ er den Verein wieder und wurde im November 2011 vom HC Slovan Bratislava verpflichtet.

### International
Für die Slowakei nahm Bulík im Juniorenbereich an der U18-Junioren-Weltmeisterschaft 2003 und den U20-Junioren-Weltmeisterschaften 2004 und 2005 teil. Des Weiteren stand er im Aufgebot der Senioren-Nationalmannschaft bei der Weltmeisterschaft 2010 in Deutschland. Bei dieser wurde er in allen sechs Spielen seines Landes eingesetzt und erhielt vier Strafminuten.

## Erfolge und Auszeichnungen
- 2003 Silbermedaille bei der U18-Junioren-Weltmeisterschaft
- 2012 Slowakischer Meister mit dem HC Slovan Bratislava